# Доренко, Сергей Леонидович
Серге́й Леони́дович Доре́нко (18 октября 1959, Керчь, Крымская область, Украинская ССР, СССР — 9 мая 2019, Москва) — советский и российский журналист, теле- и радиоведущий, комментатор, продюсер.
С середины 1990-х годов был ведущим программы «Время», с сентября 1999 по сентябрь 2000 года ведущим «Авторской программы Сергея Доренко» на ОРТ. В конце 1990-х годов, после ряда программ, направленных на дискредитацию Юрия Лужкова и других политиков, широко получил в СМИ прозвище «Телекиллер». В 2000 году, после выхода программы про катастрофу подлодки «Курск», авторская передача была закрыта, после чего Доренко покинул телеканал, а позже начал карьеру радиоведущего.
С 2004 по 2008 год сотрудничал с «Эхом Москвы». Главный редактор и ведущий утреннего шоу «Подъём» на «Русской службе новостей» (2008—2013). Основатель и главный редактор радиостанции «Говорит Москва» (2014—2019).
Доренко одним из первых среди российских журналистов завёл собственный YouTube-канал, где с 2012 года до последних дней жизни выступал с комментариями.

## Биография

### Ранние годы
Родился 18 октября 1959 года в Керчи, в семье военного лётчика Леонида Филипповича Доренко (1936—2014) и библиотекаря Татьяны Ивановны Доренко (1937—2021). Мать родилась в Житомире, а отец — в Стаханове. Из-за постоянных переездов семьи успел сменить около десятка школ, последняя — физико-математическая в Волгограде.
В 1982 году окончил историко-филологический факультет Университета дружбы народов им. Патриса Лумумбы. Имел три квалификации — «филолог, преподаватель русского языка как иностранного», «переводчик испанского языка», «переводчик португальского языка».
С 1977 по 1982 год работал переводчиком с делегациями из Латинской Америки и Африки по линии ВЦСПС.
С июня 1982 по июнь 1984 года — в Анголе по линии Минвуза СССР, Минрыбхоза, а также в аппарате главного экономического советника Посольства СССР в Анголе по линии Главного технического управления (экспорт товаров военного назначения).
В 1984—1985 годах проходил срочную службу в Вооружённых силах СССР.

### Работа на телевидении и радио
На телевидении работал с 1 апреля 1985 года. Изначально — в Главной редакции информации Центрального телевидения Гостелерадио СССР, редактор Главного управления внешних сношений ЦТ, далее — ведущий-комментатор информационной программы «120 минут», корреспондент программы «Телевизионная служба новостей».

#### 1990-е годы
В апреле 1990 года заявил о себе серией репортажей из подвергшейся советской экономической блокаде Литвы, показанных в программе «Время».
В январе 1991 года был уволен из Гостелерадио СССР за освещение событий в Литве и Латвии. С марта 1991 года — в команде создателей «Вестей» Российского телевидения. С 13 мая 1991 года участвовал в первых выпусках «Вестей» как обозреватель. Летом 1991 года освещал Новоогарёвский процесс. С октября 1991 года был ведущим программы «Вести».
В 1992—1993 годах был ведущим выпуска «Новостей» на 1-м канале «Останкино» (производство ИТА).
В 1993 году Доренко подрабатывал московским корреспондентом и комментатором испанской службы новостей телекомпании CNN, во время вооружённых столкновений в Москве 3—4 октября 1993 года сделал 42 репортажа с места событий.
В 1993—1994 годах был директором Службы информации МНВК (телеканал «ТВ-6 Москва»).
С января 1994 года вновь работал на РТР, был автором и ведущим программ «Подробности» и «Без ретуши».
В 1995 году был ведущим программы «Версии» производства телекомпании REN-TV, выходившей на канале ОРТ, позже — на НТВ. Программа перестала выходить в эфир после репортажа Доренко о состоянии здоровья Ельцина и Черномырдина.
В 1996 году был ведущим ток-шоу «Характеры» производства телекомпании REN-TV, выходившего на канале НТВ.
В октябре 1996 года Борис Березовский, окончательно завладевший контролем над телеканалом ОРТ, провёл с Доренко деловые переговоры, и последний был зачислен в штат ОРТ на должность первого заместителя главного продюсера Дирекции информационных программ. Кроме того, Доренко стал автором и ведущим еженедельного информационно-аналитического выпуска программы «Время».
С марта 1998 по январь 1999 года являлся главным продюсером и директором Дирекции информационных программ, продюсером аналитического вещания, заместителем генерального директора ОРТ, ведущим ежедневной программы «Время». Был уволен за серию интервью с сотрудниками ФСБ (в частности, с Александром Литвиненко) о коммерческой и противоправной деятельности некоторых руководителей ведомства.
С января по март 1999 года вновь был ведущим информационно-аналитической программы «Время». С июня по август 1999 года являлся заместителем генерального директора МНВК по информационному и общественно-политическому вещанию. С ноября 1999 по январь 2001 года был заместителем генерального директора ОРТ, руководителем аналитического вещания телекомпании.
В 1999 году поддерживал «быструю, решительную, жёсткую и жестокую» операцию в Чечне, и впоследствии критиковал Владимира Путина за то, что он, по словам Доренко, «решил не добивать» Ичкерию, в результате чего Чечня превратилась в российских СМИ в «виртуальную реальность». Многократно выезжал в зону боевых действий, в частности, был с генералом Казанцевым на высоте над Гамияхом во время боя за Новолакское в начале сентября 1999 года, а также был первым журналистом, вышедшим на перешедшую под контроль федеральных сил площадь Минутка в Грозном в январе 2000 года.

#### 2000-е годы
С сентября 1999 по сентябрь 2000 года был ведущим «Авторской программы Сергея Доренко». Перед думскими выборами 1999 года передача работала против лидеров блока «Отечество — Вся Россия» Юрия Лужкова и Евгения Примакова и добилась своей цели — блок проиграл выборы свежесозданной «Единой России». Большой резонанс имела резкая критика Лужкова, что привело даже к временному закрытию передачи (показ снятого с вертолёта видеоролика о недвижимости Лужкова в Подмосковье и раскрытие тайн его денежных средств, а также демонстрация фотографии Лужкова в компании с криминальным «авторитетом» Япончиком). В авторской программе Доренко обвинял Лужкова в причастности к убийству американского бизнесмена Пола Тейтума в 1996 году. Широкую известность приобрела фраза Доренко «казалось бы, при чём здесь Лужков?», сопровождавшая обвинения в адрес мэра Москвы. Запоминающимся стал и эфир программы от 24 октября 1999 года: в ней были обнародованы некоторые подробности о состоянии здоровья Евгения Примакова, в результате чего тот выбыл из гонки за президентство РФ, а Доренко получил от коллег прозвище «телекиллер».
В программе от 2 сентября 2000 года, подготовленной по материалам командировки в гарнизон Видяево, Доренко дал свои комментарии по поводу гибели подводной лодки «Курск», попутно критически оценив деятельность президента Владимира Путина, после чего был со скандалом отстранён от эфиров на ОРТ. Генеральный директор ОРТ Константин Эрнст отметил: «Учредители компании решают судьбу частного пакета акций. В сложившейся ситуации я обратился с просьбой к ведущему Сергею Доренко в сегодняшнем выпуске его авторской программы воздержаться от комментариев на тему конфликта между государственными и частными акционерами Общественного Российского телевидения, поскольку эмоциональное нагнетание ситуации создаёт угрозу нормальной работе ОРТ». Так как Доренко не согласился, гендиректор ОРТ снял программу с эфира. 7 сентября 2000 года Борис Березовский передал подконтрольный ему пакет акций ОРТ в управление журналистам и представителям творческой интеллигенции, в том числе Доренко. Несмотря на закрытие программы, до 31 января 2001 года Доренко продолжал числиться заместителем генерального директора ОРТ, пока не был уволен в связи с «истечением срока действия контракта».
В сентябре 2001 года Сергей Доренко попытался возобновить свою программу, но выходила она уже не на ОРТ, а на «Третьем канале» (ОАО ТРВК «Московия»). Отличительной чертой программы в новом формате был диалог ведущего с горожанами, собиравшимися на одной из городских площадей у свободного микрофона (в режиме прямого включения). Программа выходила всего два месяца и в ноябре была закрыта.
В 2001 году стал обвиняемым по уголовному делу о хулиганстве: Доренко на мотоцикле наехал на капитана первого ранга из Главного штаба ВМФ РФ Валерия Никитина, оказавшегося на пути Доренко в сопровождении двух сотрудников милиции. Доренко заявил, что Никитин бил по мотоциклу ногой. Несмотря на нанесённый пострадавшему «малый вред здоровью», журналиста обвинили сначала в попытке убийства, а затем в «хулиганстве с оружием». Доренко грозило от 4 до 8 лет лишения свободы, но благодаря, по его собственным словам, заступничеству тогдашнего чиновника Администрации президента Игоря Сечина, он получил четыре года условно.
В 2003 году вступил в КПРФ, в марте 2012 года объявил о своём выходе из партии.
В 2004 году в Киеве вёл переговоры с руководством украинского телеканала НТН о сотрудничестве. В декабре 2004 года во время Оранжевой революции Доренко выступал на Майдане Незалежности перед протестующими с критикой Владимира Путина.

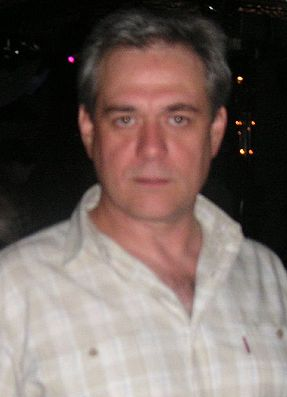
Сергей Доренко в 2005

На протяжении четырёх лет, с 2004 по 2008 год, сотрудничал с радиостанцией «Эхо Москвы». Согласно уставу редакции «Эха», штатные сотрудники радиостанции не могут состоять в политических партиях, поэтому де-юре Сергей Доренко, как член КПРФ, считался не сотрудником, а приглашённым гостем, участником таких передач «Эха Москвы», как «Особое мнение» и «Утренний разворот».

#### 2010-е годы
С 6 сентября 2008 по 1 июля 2013 года был главным редактором радиостанции «Русская служба новостей». С того же времени вёл утреннюю программу «Подъём» на этом радио.
В 2011 году недолгое время являлся ведущим программы «Русские сказки», выходившей на телеканале «РЕН ТВ». Премьера передачи состоялась 10 июня 2011 года на «РСН», а первый выпуск телеверсии «РЕН ТВ» — 1 июля 2011 года. В сентябре 2011 года Доренко принял решение о закрытии передачи.
С апреля 2012 года вёл видеоблог на хостинге YouTube, пользовался в Интернете никами rasstriga и pastushok, а также вёл свой Telegram-канал. Последнему Сергей Доренко уделял особое внимание. Его Telegram-канал «Расстрига» насчитывал 132 тысячи подписчиков и занимал третье место в рейтинге АПЭК «Топ-50 федеральных каналов» в марте 2019 года.
В ноябре 2012 года читатели Colta.ru в открытом голосовании выбрали Сергея Доренко «Главным троллем Российской Федерации».
В 2013 году получили известность реплика в эфире и последующая судебная тяжба с президентом ОАО «РЖД» Владимиром Якуниным. В январе Доренко в прямом эфире своей радиостанции предсказал скорую отставку главе железнодорожного холдинга: «Все думают, кто за Сердюковым? Я отвечаю — Якунин. Потому что превратить прибыльную компанию в убыточную нелегко. Для этого надо вывести активы каким-то образом в „дочек“, отдать прибыльные контракты всевозможным левым компаниям — большая работа!». В ответ на это заявление Якунин подал судебный иск о защите чести, достоинства и деловой репутации. 16 июля 2013 года Хорошёвский суд Москвы полностью удовлетворил иск Якунина к Доренко и учредителю РСН и постановил взыскать 80 тысяч рублей в пользу Якунина, а также опровергнуть в эфире РСН информацию, порочащую честь и достоинство главы РЖД. Арам Габрелянов, новый генеральный директор «Русской службы новостей», и Доренко, главный редактор радиостанции, пришли к согласованному решению о том, что Доренко с 1 июля 2013 года покидает пост главного редактора РСН, но остаётся ведущим утренней программы «Подъём». Позже Доренко заявлял, что решение о его увольнении было принято не Габреляновым, а «выше».

С 19 августа 2013 года был временно приглашённым ведущим передачи «Утренний разворот» на «Эхо Москвы». В августе 2013 года был ведущим рубрики «Сергей Доренко: реплика» в информационной программе «События» на телеканале «ТВ Центр». Ирина Петровская в статье для «Новой газеты» связывает возвращение Доренко на телевидение спустя 13 лет с кампанией к выборам мэра Москвы 2013 года, в рамках который он был нанят с целью поддержки Сергея Собянина и дискредитации Алексея Навального.

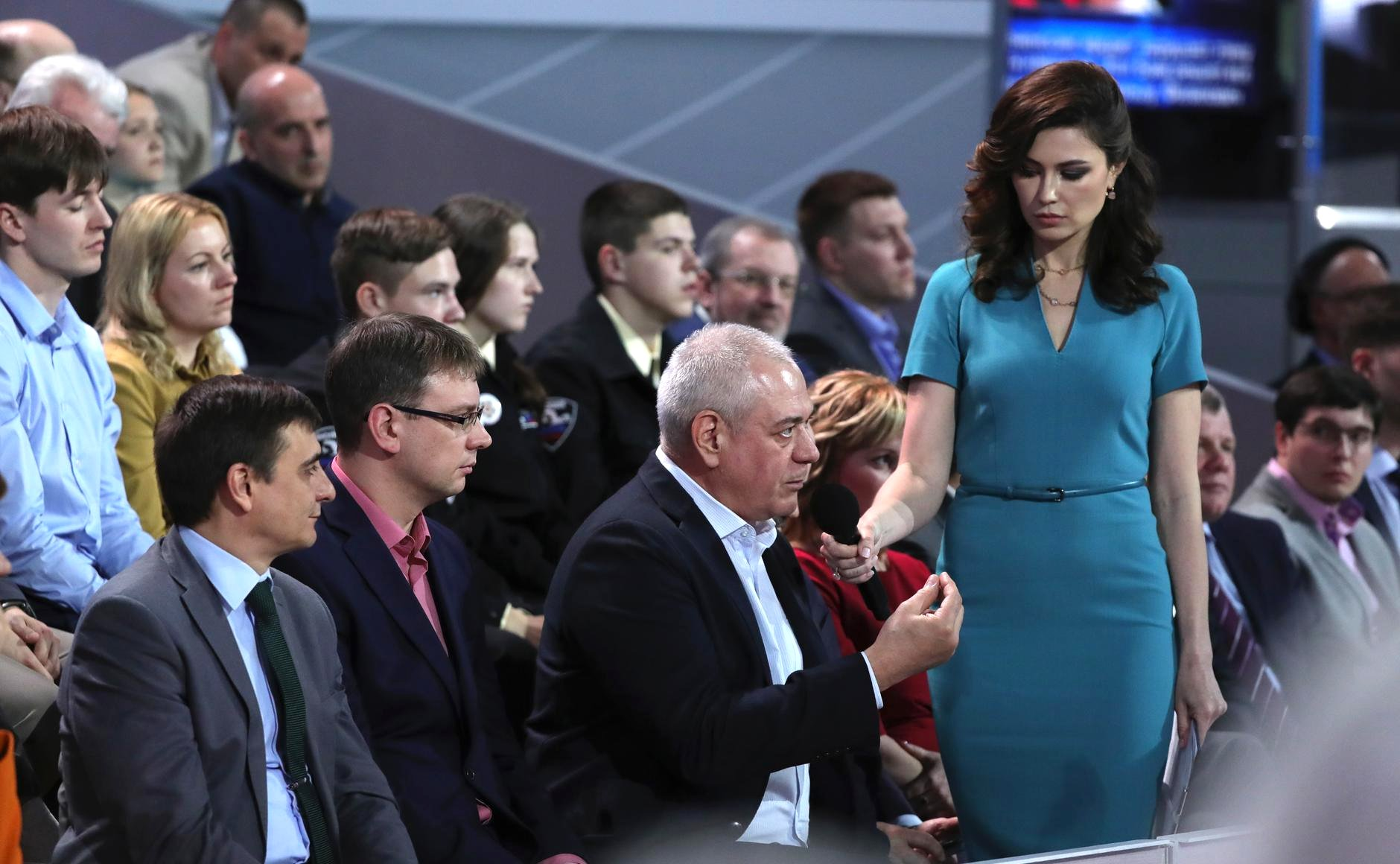
Сергей Доренко во время «Прямой линии с Владимиром Путиным», 14 апреля 2016 года

Неоднократно получал приглашения на телепередачу «Прямая линия с Владимиром Путиным», в 2013—2017 годах часто принимал участие в ток-шоу «Первого канала» («Политика», «Время покажет», «Толстой. Воскресенье»), а с 25 января по 27 апреля 2019 года периодически приглашался на телеканал RTVI.
С февраля 2014 года и до конца своей жизни работал на радиостанции «Говорит Москва» как её основатель, главный редактор и ведущий утренней программы «Подъём». Как и ранее, Доренко уделял особое внимание работе с новостями. По словам коллег, eго девиз на работе был — «The news is a star. Новости — главная звезда, ради которой мы работаем». Результатом этой работы стало первое место радио «Говорит Москва» в рейтинге «Медиалогии» «Топ-8 самых цитируемых радиостанций» в СМИ за 2018 год. В 2019 году радиостанция продолжала занимать первое место в этом рейтинге.
Последний радиоэфир Доренко провёл 6 мая 2019 года, в этот день программа «Подъём» была полностью посвящена авиационной катастрофе в Шереметьеве. После смерти Доренко программа прекратила своё существование в эфире радиостанции.
Увлекался автомобилями, мотоциклами, стрельбой из лука, дайвингом, коллекционировал нефрит, часто и много путешествовал с семьёй. Особое пристрастие Доренко испытывал к Африке, Латинской Америке, а также к восточной культуре и китайским религиозным учениям, в частности, к даосизму.

### Обстоятельства смерти
Умирать нигде не надо, это грязь. Умирать стыдно.
9 мая 2019 года Доренко ехал на мотоцикле Triumph Bobber по улице Земляной Вал от Курского вокзала к Таганской площади. Напротив дома № 71 ему стало плохо, он потерял управление и, упав с мотоцикла, пролетел до отбойника встречной полосы. Журналист был доставлен в больницу, где скончался на 60-м году жизни, не приходя в сознание. Причиной смерти журналиста стала гемотампонада — скопление жидкости, препятствующее функционированию сердца. В заключении судмедэкспертов сделан вывод о разорванной аневризме грудной части аорты.
Впоследствии стало известно, что Доренко в день смерти проехал на мотоцикле более 700 километров — от Москвы до Костромы и обратно, на обратном пути заехал на дачу китаеведа Бронислава Виногродского около Переславля-Залесского, после чего отправился обратно в Москву. На даче жаловался на повышенное давление и на «мушек» перед глазами, разговор между собеседниками шёл на тему смерти и бессмертия.
Вдова Доренко Юлия сообщила, что проблемы с сердцем были у её мужа давно, «он знал о проблемах с сердцем, на постоянной основе принимал препараты, снижающие давление». В 2016 году медики обнаружили у Доренко аневризму восходящего отдела аорты, недостаточность аортального клапана, расширение полости левого желудочка.
10 мая 2019 года соболезнования в связи со смертью журналиста выразил президент России Владимир Путин.
Доренко завещал, чтобы его, как и его отца, кремировали, прах разделили на две части и одну часть захоронили на кладбище, чтобы было куда приходить детям, а другую — развеяли на горе Митридат в Керчи — городе, где Сергей родился и проводил летние каникулы со своей бабушкой Леной. А на церемонии прощания он хотел, чтобы звучала песня Саймона и Гарфанкеля «Мост над бурной водой».
Прощание с Доренко, первоначально запланированное на 12 мая на Троекуровском кладбище, было отложено из-за проведения повторной судебно-медицинской экспертизы в связи с заявлением дочерей Доренко от первого брака, Ксении и Екатерины.
12 мая в Москве прошёл мотозаезд в память о Сергее Доренко. Маршрут движения — от здания редакции радиостанции «Говорит Москва» к месту гибели Доренко, которое мотоциклисты по требованию ГИБДД проезжали без остановки.
Повторное судебно-химическое исследование не выявило признаков того, что Доренко мог быть отравлен.
Прощание прошло 17 мая на Троекуровском кладбище, на него собрались, по оценке газеты «КоммерсантЪ», тысячи людей. Согласно воле усопшего, тело было кремировано. Захоронение части праха состоялось 18 мая на Аллее журналистов Троекуровского кладбища. На церемонии присутствовали только родные и близкие Сергея. Вторая часть праха, согласно завещанию Доренко, в июле 2019 года была развеяна вдовой и дочерьми в Керчи на горе Митридат.
В память о Сергее Доренко мотоциклисты посадили красный дуб на аллее «Вечный сезон» в Мытищинском лесопарке. Вокруг саженца байкеры положили камни, привезённые из Керчи.

## Семья
Отец — Леонид Филиппович Доренко (1936—2014), окончил Луганское высшее военное училище штурманов, военный лётчик 1-го класса, генерал-майор авиации в отставке; был принят в гражданство России указом президента Б. Н. Ельцина от 17 декабря 1997 года.
Дед — Филипп Абрамович Доренко (Дореску) (1910—2003), родился под Запорожьем, румын, работал на железной дороге, в 1999 году жил в шахтерском городке Алмазном, возле Стаханова. Дети: старший сын Леонид, две дочери, самая младшая Нина.
Бабушка (по отцу) — Лукерья Житюк. Род Житюков с Западной Украины, жили в селе Троицком. Говорили только на украинском и русского не знали.
Мать — Татьяна Ивановна Доренко (1937—2021), родом из Житомира, библиотекарь.
Бабушка (по матери) — Елена Димитровна Лозанова, дочь приднестровского болгарина Димитра Лозанова и польки-белошвейки из Варшавы Нины Дубницкой, родом из-под Одессы, «щира украинка».
Дед (по матери) — Иван Терентьевич Зубец, капитан-связист Красной армии, участник Советско-финляндской войны, погиб в Великую Отечественную войну, происходил от запорожского казачьего старшины, род их не был выселен на Кубань, потому что они уже жили как помещики и руководили украинскими батраками, а себя считали русскими украинцами, а точнее — воинствующими казаками, то есть военнослужащими. Был баптистом.
Первая жена (1980—2013) — Марина Аркадьевна Доренко (в дев. Федоренкова, род. 1958), искусствовед.
Дочь Екатерина (род. 1984), социолог, окончила Российский университет дружбы народов, возглавляла и была соучредителем компании «РНП Москва».
Дочь Ксения (род. 1985), социолог, окончила Российский университет дружбы народов, МГИМО и Российскую академию народного хозяйства и государственной службы при президенте РФ, с 2009 до 2020 года работала в должности старшего преподавателя на кафедре государственного управления Факультета управления и политики МГИМО МИД России. С 2020 года — старший преподаватель кафедры медийной политики и связей с общественностью МГИМО МИД России.
Сын Прохор (род. 1999), окончил «Ломоносовскую частную школу».
Вторая жена (2013—2019) — Юлия Викторовна Доренко (в дев. Силявина, род. 1984), работала журналистом на Омском телевидении, затем стала ведущей на «Народном радио», потом на радиостанции «Русская служба новостей».
Дочери Варвара (род. 2010), Вера (род. 2011).
В 2013 году во время развода с Мариной Федоренковой Доренко отказался делить совместно нажитое имущество и оставил 4 квартиры в Минске, 2 квартиры в Москве, а также дома в Барвихе и на Николиной Горе бывшей жене, двум дочерям и сыну, которому на тот момент было 14 лет. До развода Доренко жил с Юлией Силявиной в течение трёх лет, за которые он успел построить дом, этот дом он и оставил себе после развода. В дальнейшем супруги купили квартиру в Москве, в Доме на набережной. В программе «ВДудь» Доренко заявил, что её стоимость превышает 30 миллионов рублей.
Несмотря на то, что свою известность он получил благодаря телевидению, Доренко неоднократно утверждал, что не смотрит телевизор.

## Оценки в цитатах

### 1998
В этом и состоит феномен Доренко — он не только с лёгкостью меняет взгляды в зависимости от смены взглядов хозяина, не только с тем же творческим ражем творит новую «легенду», но и делает это предельно откровенно, вдохновенно, страстно. — Ирина Петровская

### 2007
Оценивая роль С. Доренко в освещении избирательной кампании 1999—2000 г. в России, кандидаты филологических наук и доценты кафедры периодической печати факультета журналистики МГУ Л. О. Реснянская и Е. А. Воинова, и филолог О. И. Хвостунова отмечали: 

Для подогрева настроений и стимуляции активности избирателей использовались две безотказные пока ещё в России технологии — компромат и мифотворчество, или изгнание дьявола и создание бога. Роль ударных сил в информационной накачке граждан отводилась так называемым аналитическим, авторским программам общенациональных каналов. «Гладиаторы» С. Доренко и Н. Сванидзе (ОРТ и РТР) против другого «гладиатора» Е. Киселёва (НТВ) сыграли в не ими написанном сценарии «плохих» и «хороших» парней, прикрывая в виртуальном пространстве схватку и торг за доминирование в политэкономической сфере недоделивших собственность элит и «выпуская пар» недовольства властью.

### 2019
Талантливым людям я просто уступаю дорогу. И он был, конечно, одним из самых талантливых радиожурналистов. Да, был самым талантливым, может быть, радиожурналистом. Таким одиночкой я имею в виду. Когда он мог на себе тащить весь эфир, сам производить то, что он производил, сам общался со слушателями, работал всегда стоя, не сидел, чтобы, — говорил, — воздуху было больше в лёгких. Он, конечно, талантищем был.
…
Его ненавидели. При всём том, что его власти пытались облизывать, переманивать, соблазнять, они его боялись. Его боялись и ненавидели. Это правда. Он всегда был свой. Он никогда не был чей-то. Он всегда был свой для себя.— Алексей Венедиктов

Доренко можно только позавидовать — отличная смерть, на хорошей скорости и на очень классном мотике. Всё красиво. Я думаю, если бы ему предложили на выбор штук пять разных смертей, он бы выбрал именно эту, насколько я его знаю. Но вообще судьба настоящих динозавров — вымирать, даже цирковых динозавров в СМИ. Они уходят с арены, освобождая ещё больше места для шоу лилипутов, среди которых есть очень крупные карлики типа Соловьёва. Вообще быть карликом стало модно. С Доренко мы всегда терпеть друг друга не могли, но он молодец, он не уменьшился, чтобы вписаться в компанию карликов. Здоровенным был, здоровенным и ушёл. — Александр Невзоров

 Я ничего хорошего об этом журналисте сказать не могу. Я вообще не понимаю, как журналистика могла держать такого человека. Но я не могу себе сейчас позволить высказывания по поводу Доренко. Если бы была возможность и моё желание с ним увидеться, и прямо, вживую переговорить, я был бы менее сдержанным в своих оценках. Могу сказать только одно — все это было пропитано, безусловно, талантом. Он имел настоящий злой талант журналистики. Но этот талант он использовал во многих случаях — в моём и Евгения Максимовича, — и всё это было пропитано злобой, и я думаю, что не без соответствующей оплаты. Я сам не знаю, верил ли он в «правду», которую он нёс на телевидении по поводу тех жутких вещей, которые он распространял. Пусть всё это останется на его совести.— Юрий Лужков

Сергей Доренко был ярчайшей звездой русской журналистики. Он умел оставаться современным и на заре карьеры, и сейчас, когда уже считался ветераном. Он был дерзким, свободным, лёгким человеком.— Владимир Жириновский

Президент Путин давно был знаком с Доренко, всегда ценил его вклад в развитие отечественной журналистики и его принципиальную позицию.— Дмитрий Песков

## Книги
- «2008». Роман. — М.: Ad Marginem, 2005, ISBN 5-93321-112-5.
- О. Селин (сост.), «Так говорит Сергей Доренко. Донбасс — дымовая завеса Путина?». — М.: «Алгоритм», 2014, ISBN 978-5-4438-0920-5.
- «Россия, подъём! Бунт Расстриги». — М.: Эксмо, 2015, ISBN 978-5-699-82503-5 и ISBN 978-5-699-82505-9.
- Г. Каменская, «„Серёжа-Пастушок“. 4 года мониторинга радиоэфира С. Доренко». — М.: «Издательские решения», 2018, ISBN 978-5-4490-3323-9.
- «Расстрига». — М.: «Издательство редких книг», 2019, ISBN 978-5-4465-2584-3.

## Документальные фильмы
- 2019 – «Памяти Сергея Доренко» (документальный фильм «Первого канала»)[112].
- 2019 – «Буревестник» (документальный фильм RTVI)[113].
- 2019 – «Это Доренко» (документальный фильм Rasstriga.doc)[114].
- 2020 – «Дорога домой» (документальный фильм Rasstriga.doc)[115].
- 2024 – «Предатели» (документальный сериал Фонда борьбы с коррупцией, 3 серии)[116].